# Super Pokémon Rumble
Super Pokémon Rumble, connu sous le nom Pokémon Rumble Blast aux États-Unis et Super Pokémon Scramble (スーパーポケモンスクランブル, Supa Pokémon Sukuranburu) au Japon, est un jeu vidéo d'action et de beat them all de la franchise Pokémon sur Nintendo 3DS.
Le jeu sort le 11 août 2011 au Japon, le 24 octobre 2011 en Amérique du Nord, et le 2 décembre 2011 en Europe. Le titre se présente comme la continuité de son prédécesseur, Pokémon Rumble.

## Système de jeu
Super Pokémon Rumble propose un gameplay similaire à son prédécesseur, Pokémon Rumble, ce qui implique que le joueur manipule des Pokémon à travers des zones et des batailles contre des Pokémon ennemis. À la fin de chaque session, le joueur doit combattre un boss Pokémon dans un donjon. La force du boss augmente à mesure que le joueur progresse dans le jeu. Le jeu propose des Pokémon issus de Pokémon version Noire et Blanche, ainsi que des anciennes versions.
Le jeu possède les fonctions sans-fil et StreetPass. Ce mode permet au joueur de voir des Pokémon d'autres joueurs et des Miis.